# 艾倫·法丁
艾倫·約翰·法丁，FRCOG（英語：Royal College of Obstetricians and Gynaecologists，1963年6月8日—）是一名出生於漢普郡溫徹斯特的英國婦產科醫生，亦為伊丽莎白二世皇室內廷之外科兼婦產科醫生。

## 職業生涯
經過在倫敦大學聖喬治學院的培訓後，法丁於1986年取得執業醫生資格。他先在1991年成為皇家婦產科學院成員，隨後於2003年成為該院院士。
法丁於1997年獲任為聖瑪麗醫院婦科顧問，此外，他也成為伦敦帝国学院的資深名譽講師。他的專長領域為婦科癌症護理，也是國際公認的腹腔鏡檢查與子宮鏡檢查手術專家。
法丁在哈里街擁有一間私人診所，亦在位於牧羊叢的夏洛特皇后醫院及帕丁頓的聖瑪麗醫院兩間教學醫院擔任顧問。

## 皇室內廷外科兼婦產科醫生
2008年，法丁獲任為皇室內廷外科兼婦產科醫生馬庫斯·謝素爾的助理。2013年，隨著謝素爾在接生劍橋公爵威廉王子與其夫人凱特王妃的長子喬治王子後，宣布從國民保健署退休，法丁接手成為女皇的皇室內廷外科兼婦產科醫生。2015及2018年，法丁先後替凱特王妃接生夏綠蒂公主及路易王子。

## 個人生活
法丁在結識BBC節目主持人吉爾·丹杜後，於1998年底與其首任妻子結束婚姻關係。1999年1月31日，法丁與丹多訂婚並預計在同年9月完成結婚手續。
1999年4月26日，丹杜在她位於富勒姆高灣大道（Gowan Avenue）的住家門口遇害。法丁鮮少對丹杜的逝世發表言論，1999年6月《每日郵報》的訪談是他最近一次公開談論這起事件。這場訪談中，法丁提到在他出門工作前，丹杜曾在當時位於西倫敦奇西克的法丁舊家為他做早餐。隨後，丹多離去前往購物，在返抵位於高灣大道的住家時便遭到殺害。法丁表示在丹杜遇害一週後，他偶然在一本筆記本中，找到丹杜打算在他們婚禮當天發表的演講稿。曾與丹杜在犯罪調查節目《犯法監察》搭檔的主持人尼克·羅斯，提議以她的名義籌建一所學術機構，並與法丁共同募資近150萬英鎊。2011年4月26日，吉爾·丹杜犯罪科學研究所在其遇害兩週年後，於伦敦大学学院成立。
法丁在聖瑪莉醫院認識了實習醫生珍妮特·史托維爾（Janet Stowell）。2008年3月，兩人在貝斯沃特的亨普爾酒店結婚。

## 外部連結
- 倫敦帝國學院上的個人簡歷 （页面存档备份，存于）